# Двадесет и пети конгрес на Македонската патриотична организация
Двадесет и петият конгрес на Македонските политически организации (МПО) се провежда между 1 и 2 септември 1946 година в Торонто, Онтарио, Канада. ЦК на МПО е преизбран с председател Коста Попов и секретар Любен Димитров.